# Odochilus parasetosus
Odochilus parasetosus är en skalbaggsart som beskrevs av Rakovic 1997. Odochilus parasetosus ingår i släktet Odochilus och familjen Aphodiidae. Inga underarter finns listade i Catalogue of Life.